# Marea Caspică
Marea Caspică este cel mai mare lac din lume, așezat la hotarul Europei și Asiei și este numit mare datorită dimensiunilor sale foarte mari. Marea Caspică reprezintă un lac lipsit de scurgere, iar apa în el este salină, de la 0,05 % la gura de vărsare a râului Volga până la 11-13 % în partea sud-estică. Nivelul apei variază de la un an la altul, în prezent fiind aprox. 28 m sub nivelul oceanului planetar. Suprafața Mării Caspice (fără Kara Bogaz Gol) măsoară 371.000 km², iar adâncimea ei maximă este de 1025 m.

## Etimologie
Conform unei ipoteze, Marea Caspică a fost numită așa în cinstea unor triburi vechi de crescători de cai - Caspiev, care au locuit în secolul I î.Hr. pe coasta de nord-vest a lacului. Pe parcursul istoriei, Marea Caspică a avut cca 70 de nume: Marea Hyrcană, Marea Hvalână, Marea Hazară, Marea Abescună, Marea Saray, Marea Derbent, Sihai și alte denumiri provenite de la naționalități și triburi diferite.

## Poziția fizico-geografică
Marea Caspică este amplasată la hotarul dintre cele două părți ale Eurasiei: Europa și Asia. După formă amintește de litera latină „S”. Marea Caspică se întinde de la nord la sud pe aprox. 1200 km (36°34' - 47°13' lat.N); de la vest la est - de la 195 la 435 km, în medie, 310 – 320 km (46° - 56° long.E).
Marea Caspică se împarte, după proprietățile fizico-geografice, în 3 părți: Caspica de Nord, de Mijloc și de Sud. Linia care desparte Caspica de Nord de cea de Mijloc trece pe linia insula Cecenia - promontoriul Tub-Karagan, iar cea care desparte Caspica de Mijloc de cea de Sud - pe linia insula Jîloi - promontoriul Gan-Gulu. Suprafața Caspicii de Nord, de Mijloc și de Sud alcătuiește, respectiv, 25, 36 și 39 % din suprafața totală a mării.

### Țărmul
Lungimea liniei de țărm a Mării Caspice se estimează ca fiind de 6500 – 6700 km; până la 7000 km dacă sunt luate în considerație și insulele. Pe cea mai mare parte a teritoriului, malurile Mării Caspice sunt joase și netede. În partea de nord, acestea sunt tăiate de deltele fluviilor Volga și Ural, sunt joase și mlăștinoase, iar apa este acoperită în multe locuri cu tufișuri și verdeață. Țărmul estic este dominat de maluri calcaroase, după care se întind deșerturi și semideșerturi. Malurile cele mai calcaroase sunt semnalate pe țărmul de vest în regiunea peninsulei Abșeron (în rusă Апшеронский) și pe țărmul de est în regiunea golfului Kazah (în rusă Казахский) și „Kara-Bogaz-Gol”-ului.

### Peninsule
Cele mai mari peninsule ale Mării Caspice:
- Agrahan
- Abșeron, situată pe țărmul vestic pe teritoriul statului Azerbaidjan, la hotarul de nord-est a Marelui Caucaz ; pe teritoriul ei se află orașele Baku și Sumgait
- Buzaci
- Mangâșlac, situată pe țărmul estic pe teritoriul statului Kazahstan; pe teritoriul ei se află orașul Aktau
- Tub-Karagan

### Insule
În Marea Caspică se găsesc cca 50 insule de dimensiuni relativ mari, suprafața totală a cărora este aprox. 350 km².
Cele mai mari insule:
- Așur-Ada
- Garasu
- Gum
- Daș
- Zira
- Zeanbil
- Qur Dașî
- Hara-Zira
- Senghi-Mugania
- Cecenia
- Ciîgîl

### Golfuri
Cele mai mari golfuri ale Mării Caspice:
- Argahanski (în rusă Аграханский)
- Komsomoleț (în rusă Комсомолец)
- Mangâșlac (în rusă Мангышлак)
- Kazah (în rusă Казахский)
- Turkmenbașî (în rusă Туркменбаши)
- Turkmen (în rusă Туркмен)
- Gâzâlagaci (în rusă Гызылагач)
- Astrahani (în rusă Астрахань)
- Gâzlar (în rusă Гызлар)
- Girkan (în rusă Гиркан)
- Enzeli (în rusă Энзели)

### Kara Bogaz Gol

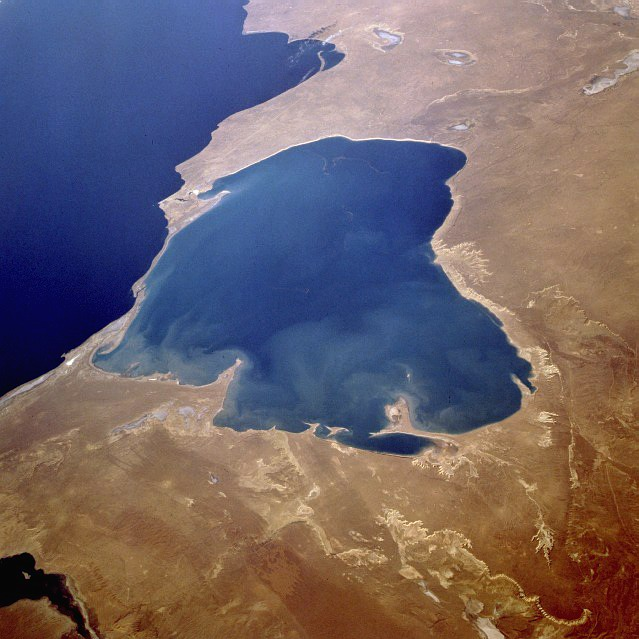
Golful Kara Bogaz Gol în septembrie 1995

Pe țărmul estic se află un lac salin - Kara-Bogaz-Gol, care până în 1980 era un golf-lagună a Mării Caspice, unită de ea printr-o strâmtoare îngustă. În anul 1980 a fost construit un dig care despărțea Kara-Bogaz-Gol-ul de Marea Caspică, iar în 1984 o construcție de evacuare a apei, în rezultatul căreia nivelul apei în Kara-Bogaz-Gol a scăzut cu câțiva metri. În 1992 strâmtoarea a fost restaurată, dar prin ea din Marea Caspică curge o cantitate mare de apă, care în Kara-Bogaz-Gol se evaporă. Zilnic, din Marea Caspică se varsă în Kara-Bogaz-Gol 8 – 10 km³ de apă (după alte date - 25 de mii km³) și circa 150 mii tone de sare.

### Râurile

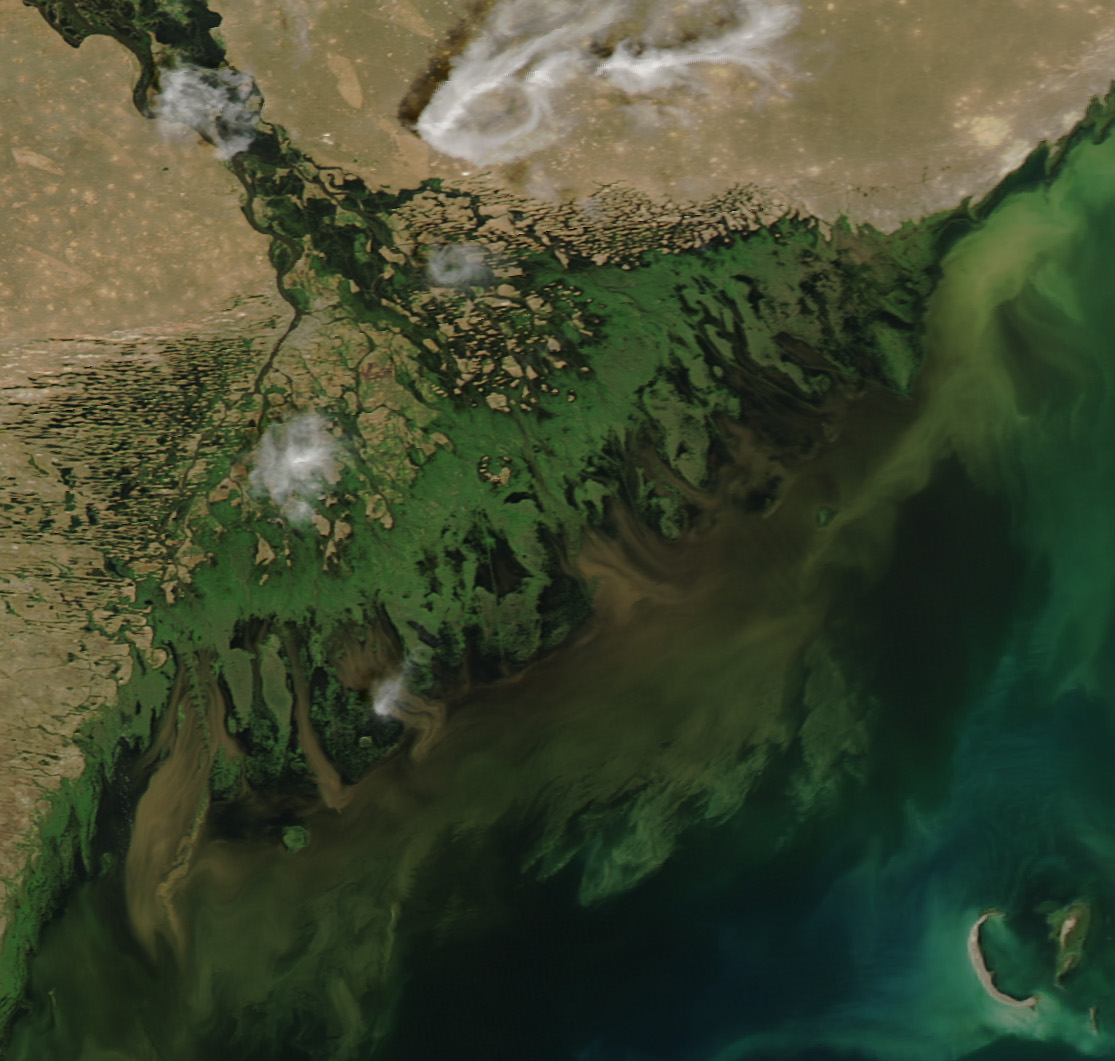
Delta Volgăi, vedere din satelit

În Marea Caspică se varsă 130 de râuri, dintre care doar trei formează la gura de vărsare delte.
Cele mai mari râuri care se varsă în Marea Caspică sunt:
- Volga (Волга)
- Terek (Терек), Rusia
- Ural
- Emba , Kazahstan
- Kura, Azerbaidjan
- Samur, la granița dintre Rusia și Azerbaidjan
- Atrek, Turkmenistan

Cel mai mare râu care se varsă în Marea Caspică este Volga, debitul anual de apă fiind de 215 – 224 km³. Volga, Ural, Terek și Emba dau Mării Caspice 88 - 90 procente din totalul volumului de apă pe care marea o capătă de la râuri.

### Bazinul

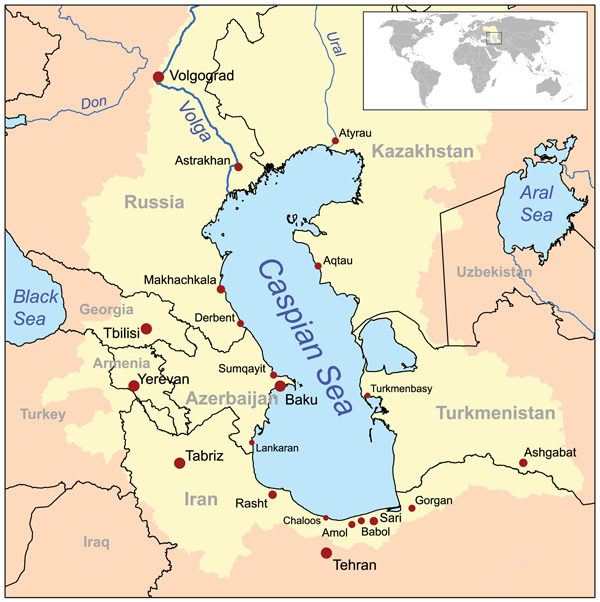
Bazinul Mării Caspice

Suprafața bazinului Mării Caspice este cca. 3,1 - 3,2 milioane km², ceea ce alcătuiește aprox. 10% din suprafața totală a bazinelor închise de pe Pământ. Bazinul Mării Caspice se întinde de la nord spre sud pe aprox. 2500 km, iar de la vest la est – pe aprox. 1.000 km și ocupă teritorii ale statelor Armenia, Azerbaidjan, Georgia, Iran, Kazahstan, Rusia, Turcia, Turkmenistan și Uzbekistan.

### Țările de pe mal
Marea Caspică scaldă malurile a cinci țări:
- Rusia (Daghestan , Kalmîkia, Astrahan) – la vest și la sud-vest, linia țărmului – 695 km
- Kazahstan – la nord, la nord-est și la est, linia țărmului – 2.340 km
- Turkmenistan – la sud-est, linia țărmului – 1.200 km
- Iran – la sud, linia țărmului – 724 km
- Azerbaidjan – la sud-vest, linia de țărm – 955 km

### Orașe pe mal

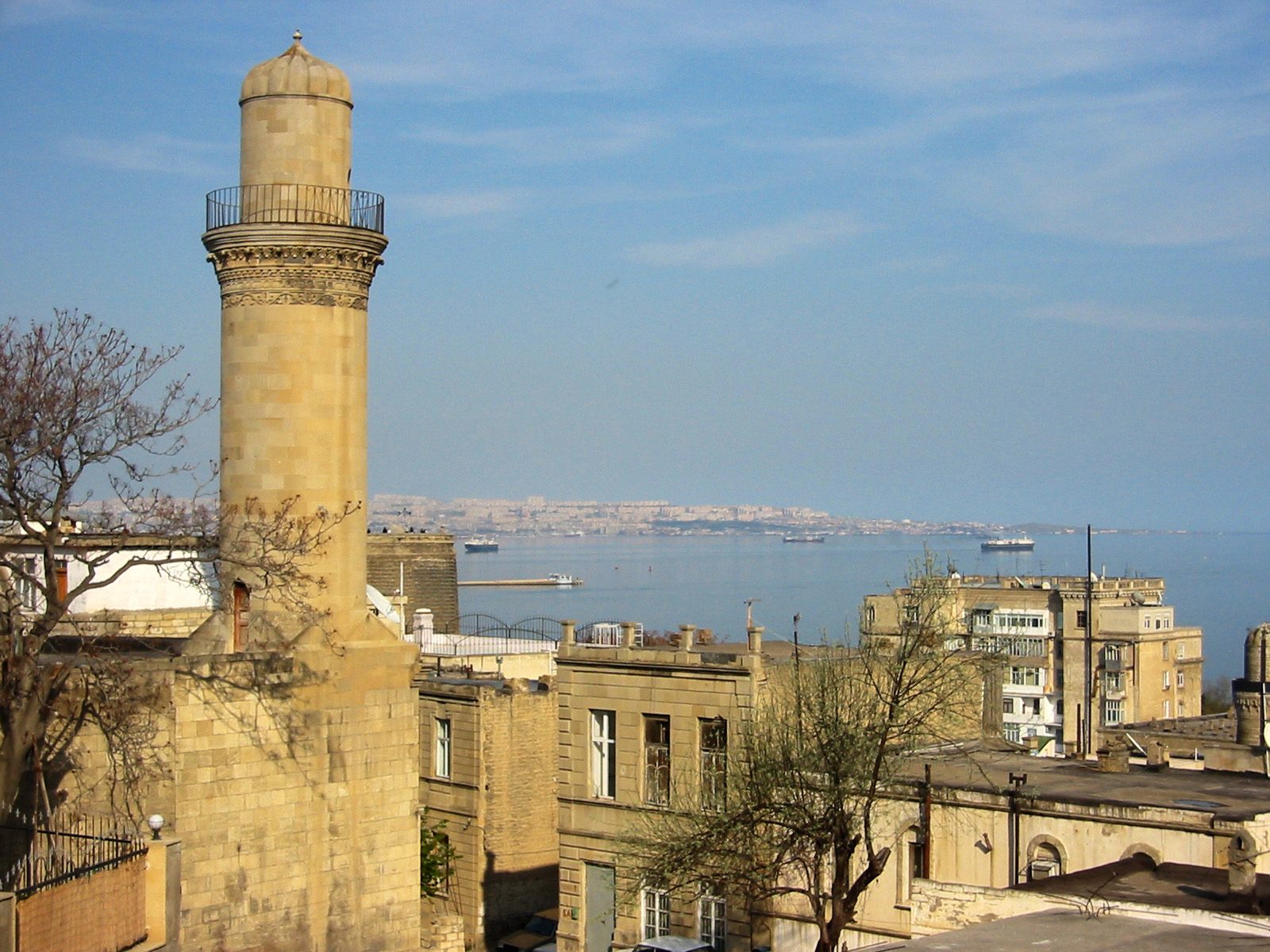
Partea istorică a orașului Baku, vedere spre Marea Caspică

Cel mai mare oraș-port de pe malul Mării Caspice este Baku, capitala Azerbaidjanului, care se află în partea sudică a peninsulei Abșeron (în rusă Апшеронский, Apșeronski) și care numără 2,07 milioane locuitori. Alte orașe de pe malul Mării Caspice din Azerbaidjan sunt Sumgait (în rusă Сумгаит), care se află în partea nordică a peninsulei Abșeron, și Lenkoran, care se află nu departe de granița sudică a Azerbaidjanului. În partea sud-estică a peninsulei este situat un sat de muncitori petroliști Neftianîe Kamni (în rusă Нефтяные Камни), ceea ce în traducere înseamnă "pietre de petrol", clădirile căruia stau pe niște insule artificiale și pe teritorii tehnologice. Cele mai mari orașe de pe țărm din Rusia sunt capitala Daghestanului, Mahacikala, și cel mai sudic oraș rusesc, Derbent, ambele așezate pe țărmul vestic al Mării Caspice. Oraș-port al Mării Caspice se consideră și Astrahan, care nu se află pe țărmul mării, ci în delta Volgăi, la 60 km de țărmul nordic al Mării Caspice.
Pe coasta estică a Mării Caspice este situat orașul-port kazah Aktau, la sud de Kara-Bogaz-Gol și pe malul nordic al golfului Krasnovodski (în rusă Красноводский) se află orașul turkmen Turkmenbași (în rusă Туркменбаши), vechiul Krasnovodsk (în rusă Красноводск). În Iran, cel mai mare oraș aflat pe țărmul mării este Enzeli.

## Fiziografie

### Suprafața, adâncimea și volumul apei
Suprafața și volumul apei Mării Caspice variază mult în dependență de variația nivelului apei. La nivelul apei de -26,75 m suprafața este egală cu aprox. 392,6 mii km², iar volumul apei – cu cca 78.648 km³, ceea ce alcătuiește în jur de 44 % din rezervele totale de apă dulce din lacuri de pe Terra. Adâncimea maximă în Marea Caspică se semnalează în depresiunea Sud-Caspică, la 1.025 m de la suprafața apei. După adâncime, Marea Caspică este depășită doar de Baikal (1.620 m) și Tanganyika (1.435 m). Adâncimea medie a mării alcătuiește 208 m. În același timp, partea nordică a mării este de mică adâncime: adâncimea maximă alcătuiește 25 m, iar cea medie – 4 m.

### Variația nivelului apei
Nivelul apei în Marea Caspică este influențat de o variație considerabilă. După calculele făcute de specialiștii în domeniu, în ultimii 3000 de ani amplitudinea schimbării nivelului apei în Marea Caspică a fost de 15 m. În urma cercetărilor pornite în 1837, cel mai înalt nivel al apei a fost semnalat în 1882 (-25,2 m), iar cel mai mic – în 1977 (-29 m); în 1978 nivelul apei a început să crească, atingând nivelul maxim în 1995 (-26,7 m), din 1996 s-a observat iarăși tendința de micșorare a nivelului. Oamenii de știință susțin că variația nivelului de apă în Marea Caspică este cauzat de factori climaterici, geologici și antropogeni.

### Temperatura apei
Temperatura medie lunară a apei în Marea Caspică alcătuiește 0 °C în partea nordică și +10 °C în cea sudică; în lunile de vară temperatura apei pe toată întinderea mării este +23 – +26 °C. La adâncimi mari temperatura apei este aprox. +6 – +7 °C, fiind practic constantă în toate anotimpurile.
În timpul iernii o bună parte a Mării Caspice îngheață. În partea de nord marea este acoperită de un strat de gheață de o grosime până la 2 m, procesul de înghețare începe la mijlocul lunii noiembrie, iar cel de topire se sfârșește la finele lunii februarie. Limita porțiunii înghețate trece aproximativ pe linia insula Cecenia – Mangâșlac, pe peninsula Apșeronski formarea și navigația în derivă a ghețurilor se semnalează odată la 10-11 ani.

### Componența apei
Salinitatea apei în Marea Caspică variază de la 0,3 ‰ în partea nordică (mai exact la delta Volgăi) până la 13,5 ‰ în zona malurilor sud-estice, în cea mai mare parte, însă, salinitatea nu depășește limitele de 12,6 – 13,2 ‰. Iarna, în legătură cu înghețarea Volgăi, salinitatea crește în regiunea nordică.

### Relieful fundului
Relieful părții nordice este dominat de o "câmpie" văluroasă subacvatică presărată cu bancuri de nisip și insule acumulative. Adâncimea medie a regiunii nordice este 4 – 8 m, cea maximă nu depășește 25 m. Pragul Mangâșlac desparte Caspica de nord de cea de mijloc. Caspica de mijloc este destul de adânc, adâncimea depresiunii Derbent fiind 788 m. Pragul Apșeronski desparte Caspica de mijloc de cea de sud. Caspica de sud este cea mai adâncă regiune a Mării Caspice, atingând adâncimea de 1025 m de la suprafața apei. Fundul mării este acoperit de diferite nisipuri, la adâncimi mari – de nămol, iar în regiuni anumite viețuiesc plante și alge.

### Clima
Clima Mării Caspice este continentală în regiunile de nord, temperată în cele de mijloc și subtropicală în cele de sud. Iarna temperatura medie lunară variază între -8 – -10 °C în regiunile nordice și +8 – +10 °C în cele sudice, iar vara între +24 – +25 °C în regiunile nordice și +26 – +27 °C în cele sudice. Temperatura maximă a fost înregistrată pe coasta estică: +44 °C.
Cantitatea medie anuală de precipitații alcătuiește 200 mm, de la 90 – 100 mm în regiunile secetoase până la 1700 mm în regiunea malului subtropical sud-vestic. Evaporarea apei de pe suprafața mării este cca 1000 mm pe an, cel mai intensiv proces de vaporizare având loc în regiunea peninsulei Apșeronski și în partea de Est a Caspicii de sud.
Pe teritoriul Mării Caspice vânturile bat destul de des, viteza lor medie anuală alcătuind 3 – 7 m/s. În lunile de toamnă și de iarnă vânturile se întețesc, viteza lor ajunge frecvent la 35 – 40 m/s. Teritoriile cele mai bătute de vânt sunt peninsula Apșeronski și periferiile zonelor Mahacikala și Derbent. Tot acolo a fost înregistrată cel mai înalt val: 11 m.

### Curenții de apă
Circularea apei în Marea Caspică este influențată de gurile de vărsare a râurilor și de vânturi. Întrucât cele mai numeroase estuare se găsesc în nordul Mării Caspice, predomină curenții nordici. Curenții intensivi de nord transportă apa de-a lungul malului vestic până la peninsula Apșeronski, unde curentul se desparte în două ramuri, una dintre care continuă traiectoria de-a lungul malului vestic, celălalt pleacă în Caspica de est.

## Lumea animală și vegetală

### Lumea animală
Lumea animală reprezintă 1809 specii, dintre care 415 vertebrate. În lumea subacvatică viețuiesc 101 specii de pești, aici este concentrată cel mai mare număr de pești cartilaginoși, dar și de pești de apă dulce, precum carpul sau șalăul. Marea Caspică servește mediu de viață unor specii binecunoscute ca labanul, scrumbia, plătica, somonul, bibanul, știuca ș. a. Marea Caspică mai adăpostește și o specie marină de mamifer – foca caspică.

### Lumea vegetală
Lumea vegetală a Mării Caspice și a malurilor sale este reprezentată de 728 specii, printre care cele mai numeroase sunt algele albastre-verzi, roșii, cafenii etc., urmate de plantele cu flori. Fauna își are originile în epoca neogenă, totuși, unele specii au fost plantate de mâna omului.

## Istorie

### Origine

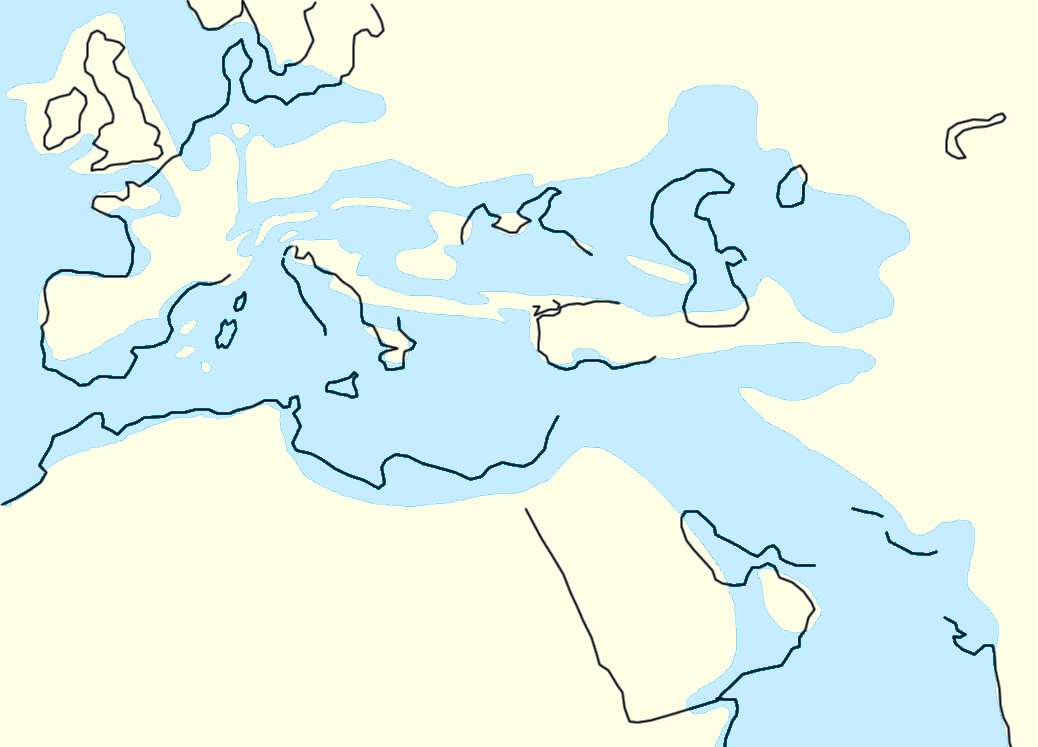
Extensia Oceanului Paratethys în Rupelian (33,9 –28,4 milioane de ani în urmă. Liniile negre corespund contururilor actuale ale uscatului

Marea Caspică este o unitate acvatică distinctă, succesoare a Mării Sarmatice (Paratethys), fiind unul dintre constituenții acestui domeniu – situat spre estul acestuia, dincolo de Bazinul Euxinic.
Apărută în partea de nord a Oceanului Tethys, imensa mare dominant epicontinentală Paratethys s-a format în Oligocen atunci când Tethysul s-a fragmentat  succesiv coliziunii dintre plăcile continentale Africană și Eurasiană. Ulterior în marele bazin al Paratethysului a început conturarea unor unități acvatice distincte, Bazinul Caspic aparținând părții orientale a acestuia. Domeniul acvatic la Mării Sarmatice – devenit salmastru ca urmare a reducerii comunicării cu Bazinul Mediteraneean, s-a retras treptat spre Paratethysul Oriental, în timp ce bazinele din Paratethysul de Vest și Central s-au colmatat pe rând în Pliocen (ultima zonă colmatată fiind cea a Bazinului Dacic). Un timp Bazinul Caspic a mai comunicat cu cel Euxinic.

### Istorie antropologică și culturală
Lucrurile găsite în peștera Huto dovedesc că omul trăiește în aceste regiuni de aproximativ 75 mii de ani. Primele atestări documentare a Mării Caspice vin de la Herodot. Conform străvechilor anale armenești și iraniene, rușii navigau pe Marea Caspică încă din sec. IX – X p. Chr.

### Cercetări

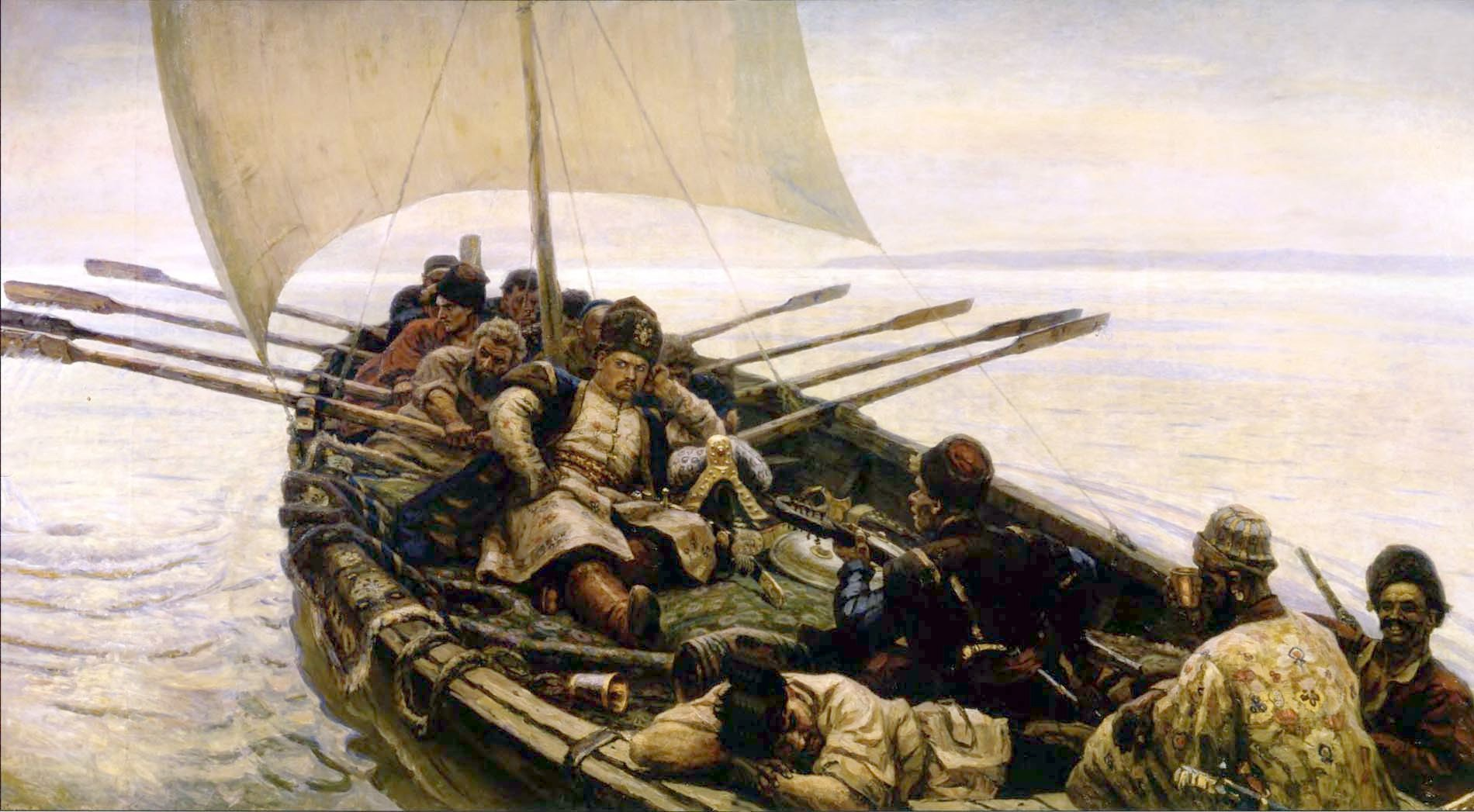
Stenka Razin navigând pe Marea Caspică tablou de Vasili Surikov, 1906.

Cercetările Mării Caspice încep în anii 1714 - 1715 sub porunca lui Petru cel Mare când a fost organizată o expediție în frunte cu A. Berkovici-Cercasskii. În anii 1820, cercetările hidrografice au fost continuate de I.F. Soimov, iar mai târziu de I.V. Tokmaciov, M.I. Voinovici ș.a. La începutul sec. XIX au fost fotografiate pentru prima dată malurile Caspicii de către I.F. Kolodkin, iar la mijlocul sec. XIX au fost fotografiate pentru prima dată în scopul cercetărilor de către N.A. Ivașințev. Din anul 1866, pe parcursul a mai mult de 50 de ani, au fost efectuate cercetări de ordin hidrologic și hidrobiologic sub conducerea lui N.M. Knipovici. În 1897 a fost inaugurat punctul de cercetări științifice Astrahani. În primele decenii ale puterii sovietice s-au făcut cercetări intense de ordin geologic de către I.M. Gubkin și alți geologi sovietici pentru a găsi rezerve de petrol și pentru a studia variația nivelului apei.

## Economie

### Extragerea țițeiului și gazului
În Marea Caspică se află surse bogate de petrol și gaz natural. Rezervele de petrol alcătuiesc în jur de 10 miliarde tone, iar împreună cu gazele naturale – 18 - 20 miliarde tone.
Extragerea petrolului în Marea Caspică a început în anul 1820, când pe peninsula Apșeronski a fost săpat primul puț de petrol. În jumătatea a doua a secolului XIX a început extragerea țițeiului în cantități mai mari, în scopuri industriale, pe aceeași peninsulă, iar apoi și pe alte teritorii.
Pe lângă extragerea petrolului, pe țărmul Mării Caspice se practică și extragerea sării, calcarului, prundișului, nisipului, argilei etc.

### Navigație
Navigația este destul de dezvoltată. Principalele traversări navigaționale sunt Baku – Aktau, Baku – Turkmenbași și Mahacikala – Aktau. Marea are legătură navigațională cu Marea Azov prin râul Volga, Don și Canalul Volga-Don.

### Pescuit
În Marea Caspică se practică pescuitul (nisetri, plătici, crapi, șalăi, scrumbie etc.), dobândirea icrelor, dar și a grăsimii focii caspice. În Marea Caspică se pescuiește mai mult de 90 % din rezervele mondiale de nisetri. Din păcate, pe lângă pescuitul pașnic, aici mai există și braconajul.

### Resurse recreative
Ambianța naturală a țărmului mării presărat cu plaje de nisip, ape minerale și nămoluri lecuitoare creează condiții favorabile pentru odihnă și tratament. În același timp, gradul la care a ajuns industria turistică a țărmului Mării Caspice îl depășește pe cel al țărmului caucazian al Mării Negre. Ultimii ani industria turistică se dezvoltă și pe țărmul azer, iranian, turkmen și cel al Daghestanului.

## Probleme ecologice
Problemele ecologice ale Mării Caspice sunt legate de poluarea apei rezultată din procesele de extragere și transportare a țițeiului, de infiltrarea în apă a substanțelor poluate din râurile bazinului mării, de deșeurile orașelor de pe țărm, dar și de inundarea unor obiecte cauzată de ridicarea nivelului apei în Marea Caspică. Braconajul de asemenea reprezintă un factor ecologic negativ: în urma lui, în ultimii ani, a scăzut considerabil populația de nisetri în mare.

## Statut internațional

### Problema frontierelor
După destrămarea URSS, divizarea Mării Caspice și azi este o problemă care cauzează divergențe între șefii statelor de pe țărm, legate de sursele de țiței și gaz natural și de resursele biologice. Negocierile între statele de pe țărm au ținut o lungă perioadă de timp. Azerbaidjan, Turkmenistan și Kazahstan insistau asupra divizării Caspicii după linia de mijloc, dar Iran – pe împărțirea Caspicii în cinci teritorii egale pentru fiecare stat. În 2003 Rusia, Azerbaidjan și Kazahstan au semnat un acord ce prevedea totuși divizarea Caspicii după linia de mijloc. După mai mult de 20 de ani de negocieri intense, președinții Rusiei, Iranului, Kazahstanului, Azerbaidjanului și Turkmenistanului au semnat în august 2018 un acord istoric care definește statutul Mării Caspice, exploatarea resurselor naturale, a gazului si petrolului.